# A magyar labdarúgó-válogatott mérkőzései 1901-ben
A magyar labdarúgó-válogatott 1901-ben három mérkőzést vívott. Egyet a Richmond AFC, kettőt a Surrey Wanderers ellen. Ezek a mérkőzések nem számítanak hivatalos mérkőzéseknek. Érdekesség, hogy az első mérkőzésen szerepelt Windett nem is volt magyar állampolgár.
- Szövetségi kapitány: Stobbe Ferenc.

## Eredmények
| nem hivatalos mérkőzés 1901. április 11. | Magyarország | 0 – 4             | Richmond AFC | Millenáris-pálya, Budapest Játékvezető: Arthur Battishill Yolland (ENG) |
| nem hivatalos mérkőzés 1901. április 11. |              | (0 – 1) Részletek | ?            | Millenáris-pálya, Budapest Játékvezető: Arthur Battishill Yolland (ENG) |

| nem hivatalos mérkőzés 1901. április 12. | Magyarország | 1 – 5             | Surrey Wanderers | Millenáris-pálya, Budapest Játékvezető: Gillemot Ferenc (HUN) |
| nem hivatalos mérkőzés 1901. április 12. | Sábián       | (? – ?) Részletek | ?                | Millenáris-pálya, Budapest Játékvezető: Gillemot Ferenc (HUN) |

| nem hivatalos mérkőzés 1901. április 13. | Magyarország | 1 – 6             | Surrey Wanderers | Millenáris-pálya, Budapest Játékvezető: ? |
| nem hivatalos mérkőzés 1901. április 13. | Misky        | (? – ?) Részletek | ?                | Millenáris-pálya, Budapest Játékvezető: ? |

## Lásd még
- A magyar labdarúgó-válogatott mérkőzései (1902–1929)
- A magyar labdarúgó-válogatott mérkőzései országonként